# BMT West End Line

La D assure une desserte locale sur l'ensemble du tracé.

La BMT West End Line est une ligne (au sens de tronçon du réseau) du métro de New York comprenant des sections aériennes et à ciel ouvert, et située dans l'arrondissement de Brooklyn. Elle est issue de l'ancien réseau de la Brooklyn-Manhattan Transit Corporation (BMT). Rattachée à la Division B, son tracé s'étend de la station Ninth Avenue (comme extension de la BMT Fourth Avenue Line) en direction du sud pour rejoindre Coney Island au niveau du terminal de Coney Island – Stillwell Avenue. La ligne est desservie par le service D en omnibus sur l'intégralité de son tracé. Trois stations sont équipées pour une desserte express, mais elles ne sont plus utilisées en tant que telles aujourd'hui. 
La célèbre scène de poursuite du film French Connection (1971) a été tournée sous la section aérienne de la ligne, de même que la scène d'ouverture du film La Fièvre du samedi soir avec John Travolta.

## Histoire
Le premier tronçon de la ligne fut inauguré le 24 juin 1916, et la ligne, achevée en 1918 compte 13 stations. La section aérienne, initialement baptisée New Utrecht Avenue Line remplaça l'ancienne West End Line qui était construite en surface.